# Commelina trachysperma
Commelina trachysperma là một loài thực vật có hoa trong họ Commelinaceae. Loài này được Chiov. mô tả khoa học đầu tiên năm 1911.